# パムモーン
パムモーン（古希: Πάμμων, Pammōn）は、ギリシア神話の人物である。長音を省略してパムモンとも表記される。トロイアの王プリアモスの50人の子供の1人。アポロドーロスによると母はヘカベーであり、ヘクトール、パリス、デーイポボス、ヘレノス、ポリーテース、アンティポス、ヒッポノオス、ポリュドーロス、トローイロス、クレウーサ、ラーオディケー、カッサンドラー、ポリュクセネーと兄弟。ヒュギーヌスのリストには含まれていない。

## 神話
ホメーロスの叙事詩『イーリアス』によると、トロイア戦争でメーストール、トローイロス、ヘクトールが戦死したため、パムモーンは他の8人の兄弟ヘレノス、パリス、アガトーン、アンティポノス、ポリーテース、デーイポボス、ヒッポトオス、ディーオスともども、プリアモスから叱責された。
その後、ミューシア王テーレポスの息子エウリュピュロスが軍勢を率い救援に駆けつけると、パムモーンはパリス、アイネイアース、プーリュダマース、デーイポボス、パープラゴニアの武将アンティコスらとともに、エウリュピュロスによって第一線で戦う武将として選抜されたが、戦闘で小アイアースの部下アルキメデースの投石によって戦車の御者ヒッパシデースを失った。パムモーンはその後も戦争を戦い抜いたが、トロイア陥落の際に、兄弟のポリーテース、アンティポノスとともにネオプトレモスに討たれた。